# Pepe Romero
Pepé Romero (ur. 8 marca 1944 w Maladze) – hiszpański gitarzysta klasyczny i flamenco.
Jest synem gitarzysty Celedonio Romero, który był jedynym jego nauczycielem (pamięci ojca zadedykowany jest jeden z albumów solowych pt. Songs My Father Taught Me). Zadebiutował na scenie z ojcem w wieku 7 lat, mając 15 lat nagrał pierwszą płytę. 
W dorobku ma ponad 50 płyt solowych i 30 płyt jako członek zespołu The Romeros. Jego błyskotliwa technika gry była inspiracją dla kompozytorów, którzy pisali swoje utwory specjalnie dla niego - m.in. Joaquín Rodrigo, Federico Moreno Torroba, Francisco de Madina, Lorenzo Palomo i ojciec Celedonio Romero.